# Западноукраинска народна република
Западноукраинска народна република, (ЗУНР) (на украински: Західноукраїнська Народна Республіка) е самопровъзгласила се държава в Източна Галиция, съществувала от края на 1918 г. до началото на 1919 г.

## Столица
Първоначално столица е Лвов, след това – Тернопол (от ноември 1918 до януари 1919 г.), а по-късно – Станислав (днес Ивано-Франкивск).

## Население
Отначало населението съставлява 5,4 млн. души, в това число 60% украинци, 25% поляци, около 12% евреи, а също и немци, чехи и представители на други националности.
Градското население е било от полско-еврейски произход, а селското – от украински. Поляците са били повече от 60% от столичното население.
Във връзка с това конфликтът между Полша и ЗУНР е бил неизбежен.

## Държавни символи

### Знаме
Флагът на ЗУНР е същият като днешният украински флаг. Знамето се е състояло от 2 еднакви по големина ивици – в синьо и жълто, разположени хоризонтално.

### Герб
Гербът на ЗУНР е представлявал златен лъв на син фон.

## История
Преди Първата световна война значителна част от украинските земи са влизали в състава на Австро-Унгария. На 7 октомври 1918 г. Регентският съвет във Варшава обявява своя план за възстановяване на независимостта на Полша и на 9 октомври полските депутати в австрийския парламент вземат решение за обединение в състава на Полша на бившите земи на Реч Посполита, включващи и Галиция.
В отговор на това на 10 октомври украинската фракция начело с Евгени Петрушевич взема решение да се свика в Лвов Украинският национален съвет – парламент на украинците в Австро-Унгария. Този съвет е свикан на 18 октомври. За негов председател се считал Петрушевич, който обаче бил на дипломатическа служба във Виена. Фактически работата се вършела от галицийската делегация начело с Константин Левицки. Целта на Съвета била създаването на украинска държава на територията на Галиция, Буковина и Задкарпатието. В същото време поляците, населяващи спорните територии, считали Галиция за полска земя и се надявали да я присъединят към Полша.
Провъзгласяването на новата украинска държава трябвало да стане на 3 ноември. Но плановете на поляците накарали украинците да побързат. Така в нощта на 1 ноември се провъзгласява властта на Украинския национален съвет. В същото време поляците в Лвов въстават. На 6 ноември те контролират повече от половината град. В такава неспокойна обстановка на 13 ноември 1918 г. е провъзгласена ЗУНР и нейното правителство – Държавен секретариат, начело с Константин Левицки. В същия ден е създадена армията на Галиция.
На 21 ноември 1918 г. полските войски завземат Лвов и ръководството на ЗУНР е принудено да избяга в Тернопол. На 11 ноември румънски войски навлизат в Чернивци – столицата на Буковина, а на 15 януари 1919 г. Ужгород – столицата на Задкарпатието, е превзета от чехословашки войски.
На 1 декември 1918 г. ЗУНР и Украинската народна република подписват договор за обединение на 2-те украински държави. Приети са закони, според които земята на едрите земевладелци е иззета и раздадена на бедните безимотни селяни. На 22 януари 1919 г. в Киев е тържествено обявено обединението на 2-те украински държави.
На 21 април 1920 г. Полша и Украйна се договарят границата между тях да минава по река Збруч. След разгрома на Червената армия при Варшава през втората половина на 1921 г. почти цялата територия на бившата ЗУНР остава в Полша, с изключение на онези земи, които вече били завзети от Чехословакия и Румъния.

Західно-Українська Народна Республіка 1918–1923. Енциклопедія. Т. 1: А–Ж. Івано-Франківськ : Манускрипт-Львів, 2018. 688 с.
Західно-Українська Народна Республіка 1918–1923. Енциклопедія. Т. 2: З–О. Івано-Франківськ : Манускрипт-Львів, 2019. 832 с.
Західно-Українська Народна Республіка 1918-1923. Енциклопедія. Т. 3: П – С. Івано-Франківськ: Манускрипт-Львів, 2020.576 с.
Західно-Українська Народна Республіка 1918-1923. Енциклопедія. Т. 4: Т – Я. Івано-Франківськ: Манускрипт-Львів, 2021.688 с.